# Nullité du licenciement en France
Le droit français accepte certaines causes de nullités du licenciement.
En droit du travail, la nullité entraîne toutefois des conséquences différentes de la nullité telle qu'on l'entend au sens du droit civil.

## Notion de licenciement nul
Le licenciement nul doit être distingué du licenciement sans cause réelle et sérieuse ou du licenciement irrégulier.
En effet, un licenciement sans cause réelle et sérieuse est un licenciement abusif ou injustifié. Le régime du licenciement abusif est décrit dans l'article L1235-3 du Code du travail. Toutefois, ce régime est remplacé par celui de l'article L1235-5 lorsque l'une au moins des deux conditions suivantes est remplie :
- le salarié a moins de deux ans d'ancienneté,
- l'entreprise occupe habituellement moins de 11 salariés.

À la différence du licenciement sans cause réelle et sérieuse, la nullité viendra sanctionner le licenciement de tout salarié. Il peut s'agir d'une nullité textuelle ou virtuelle. C'est pourquoi un puriste préfèrera parler des nullités du licenciement plutôt que de la nullité du licenciement.

## Nullités textuelles et virtuelles: notions
Auparavant, une nullité ne pouvait exister sans texte. Cette position a clairement été adoptée par le Conseil constitutionnel, notamment dans sa décision Loi de modernisation sociale du 12 janvier 2002 : 
« [Considérant] qu'en l'absence de disposition expresse en ce sens, et la nullité ne se présumant point, la méconnaissance de cette obligation ne pourra pas être sanctionnée par la nullité de la procédure de licenciement et l'obligation de réintégration qui en résulterait. »
— C. const, Loi de modernisation sociale, 12 janvier 2002, c. 12
Cependant, progressivement, le jurisprudence a dégagé ce que l'on nomme les nullités virtuelles, c'est-à-dire les nullités prononcées pour violation d'une liberté fondamentale. On citera notamment ici l'arrêt Madame Hugues contre France Télécom rendu par la Chambre sociale le 30 octobre 2002 : 
« Mais attendu que l'employeur, qui, à l'expiration d'un contrat de travail à durée déterminée ultérieurement requalifié en contrat à durée indéterminée, ne fournit plus de travail et ne paie plus les salaires, est responsable de la rupture qui s'analyse en un licenciement et qui ouvre droit, le cas échéant, à des indemnités de rupture sans que le salarié puisse exiger, en l'absence de disposition le prévoyant et à défaut de violation d'une liberté fondamentale, sa réintégration dans l'entreprise; »
— Cass. Soc., 30 octobre 2002, Bull 2002, V no 331, p. 319.

### Nullités textuelles en droit du travail
En droit du travail, les nullités textuelles concernent essentiellement les catégories de salariés dits « protégés ». Une liste (non exhaustive) peut en être dressée (Code du travail : L2411-1 et suivants).

#### Cas dediscrimination
- Article L1132-1

« Aucune personne ne peut être écartée d'une procédure de recrutement ou de l'accès à un stage ou à une période de formation en entreprise, aucun salarié ne peut être sanctionné, licencié ou faire l'objet d'une mesure discriminatoire, directe ou indirecte, telle que définie à l'article 1er de la loi n° 2008-496 du 27 mai 2008 portant diverses dispositions d'adaptation au droit communautaire dans le domaine de la lutte contre les discriminations, notamment en matière de rémunération, au sens de l'article L. 3221-3, de mesures d'intéressement ou de distribution d'actions, de formation, de reclassement, d'affectation, de qualification, de classification, de promotion professionnelle, de mutation ou de renouvellement de contrat en raison de son origine, de son sexe, de ses mœurs, de son orientation sexuelle, de son âge, de sa situation de famille ou de sa grossesse, de ses caractéristiques génétiques, de son appartenance ou de sa non-appartenance, vraie ou supposée, à une ethnie, une nation ou une race, de ses opinions politiques, de ses activités syndicales ou mutualistes, de ses convictions religieuses, de son apparence physique, de son nom de famille ou en raison de son état de santé ou de son handicap. »— 
- Article L1132-2

« Aucun salarié ne peut être sanctionné, licencié ou faire l'objet d'une mesure discriminatoire mentionnée à l'article L. 1132-1 en raison de l'exercice normal du droit de grève. »— 
- Article L1132-3

« Aucun salarié ne peut être sanctionné, licencié ou faire l'objet d'une mesure discriminatoire pour avoir témoigné des agissements définis aux articles L. 1132-1 et L. 1132-2 ou pour les avoir relatés. »— 
- Article L1132-4

Toute disposition ou tout acte pris à l'égard d'un salarié en méconnaissance des dispositions du présent chapitre est nul. Pour résumer, toute personne dont le licenciement est fondé sur un motif discriminatoire voit son licenciement automatiquement annulé.
La loi de modernisation sociale du 17 janvier 2002 est venue ajouter deux articles relatifs au harcèlement sexuel (article L1153-2 du Code du travail) et au harcèlement moral (article L1152-2 du même code), sanctionnés également par la nullité.
Un autre cas de nullité concerne les femmes enceintes. Au terme des articles L1225-4 et L1225-5 du Code du travail : 
- Article L1225-4

« Aucun employeur ne peut rompre le contrat de travail d'une salariée lorsqu'elle est en état de grossesse médicalement constaté et pendant l'intégralité des périodes de suspension du contrat de travail auxquelles elle a droit au titre du congé de maternité, qu'elle use ou non de ce droit, ainsi que pendant les quatre semaines suivant l'expiration de ces périodes. »— 
« Toutefois, l'employeur peut rompre le contrat s'il justifie d'une faute grave de l'intéressée, non liée à l'état de grossesse, ou de son impossibilité de maintenir ce contrat pour un motif étranger à la grossesse ou à l'accouchement. Dans ce cas, la rupture du contrat de travail ne peut prendre effet ou être notifiée pendant les périodes de suspension du contrat de travail mentionnées au premier alinéa. »— 
- Article L1225-5

« Le licenciement d'une salariée est annulé lorsque, dans un délai de quinze jours à compter de sa notification, l'intéressée envoie à son employeur, dans des conditions déterminées par voie réglementaire, un certificat médical justifiant qu'elle est enceinte. »— 
« Ces dispositions ne s'appliquent pas lorsque le licenciement est prononcé pour une faute grave non liée à l'état de grossesse ou par impossibilité de maintenir le contrat pour un motif étranger à la grossesse ou à l'accouchement. »— 
Ainsi, le licenciement d'une femme enceinte se verra systématiquement annulé par les juges à deux exceptions près :
- soit la salariée a commis une faute grave justifiant son licenciement ;
- soit l'employeur se trouve dans l'impossibilité, pour un motif étranger à la grossesse, à l'accouchement ou à l'adoption, de maintenir ledit contrat.

Sont également concernés les salariés victimes d'un accident du travail ou d'une maladie professionnelle. Il faut ici se référer aux articles du Code du travail : 
- Article L1226-9

« Au cours des périodes de suspension du contrat de travail, l'employeur ne peut rompre ce dernier que s'il justifie soit d'une faute grave de l'intéressé, soit de son impossibilité de maintenir ce contrat pour un motif étranger à l'accident ou à la maladie. »— 
- Article L1226-18

« Lorsque le salarié victime d’un accident ou d’une maladie professionnelle est titulaire d’un contrat de travail à durée déterminée, l'employeur ne peut rompre le contrat au cours des périodes de suspension du contrat que s'il justifie soit d'une faute grave de l'intéressé, soit d'un cas de force majeure. »— 
- Article L1225-4-3

« Aucun employeur ne peut rompre le contrat de travail d'une salariée pendant les dix semaines suivant une interruption spontanée de grossesse médicalement constatée ayant eu lieu entre la quatorzième et la vingt et unième semaine d'aménorrhée incluses.
Toutefois, l'employeur peut rompre le contrat s'il justifie d'une faute grave de l'intéressée ou de son impossibilité de maintenir ce contrat pour un motif étranger à l'interruption spontanée de grossesse ».

### Nullités virtuelles
Les juges, rapidement confrontés à des cas non envisagés par les textes comme susceptibles d'être frappés de nullité, ont dû en étendre le champ. C'est ainsi que sont nées les nullités virtuelles, prononcées en violation d'une liberté fondamentale.
Il faut cependant garder à l'esprit que toutes les libertés ne sont pas reconnues comme fondamentales par la Cour de cassation. Ainsi, la liberté vestimentaire ne constitue pas une liberté dite fondamental.
Parmi ces nullités figure celle liée à l'atteinte au droit de grève. Celui-ci, constitutionnellement reconnu (notamment par le préambule de la Constitution du 27 octobre 1946) et réaffirmé par une jurisprudence abondante, est en effet élevé au rang de liberté fondamentale.
Figure aussi parmi les nullités l'atteinte au droit de retrait. Celui-ci encadré par les articles L4132-1 à L4132-5 du code du travail peut être considéré comme une liberté fondamentale et dans ce cas, la violation de cette liberté entrainer une nullité. Il est intéressant de lire l'arrêt suivant : Cass. Soc., 28 janvier 2009, N° de pourvoi : 07-44556.

## Nullités spécifiques aulicenciement pour motif économique
Le licenciement pour motif économique (article L1233-3 du Code du travail) suit des règles différentes de celles du licenciement pour motif personnel.
Concernant la nullité dans le cadre d'un licenciement pour motif économique, on notera qu'en cas de licenciement d'au moins 10 salariés, si l'employeur n'a pas mis en place un plan de sauvegarde de l'emploi (ou si celui-ci est insuffisant), le juge pourra prononcer la nullité du licenciement et ordonner la poursuite du contrat.
D'autre part, au terme de l'article L1235-11 du Code du travail :
« [...] Lorsque le juge constate que le licenciement est intervenu alors que la procédure de licenciement est nulle, conformément aux dispositions du premier alinéa de l'Article L1235-10, il peut ordonner la poursuite du contrat de travail ou prononcer la nullité du licenciement et ordonner la réintégration du salarié à la demande de ce dernier, sauf si cette réintégration est devenue impossible, notamment du fait de la fermeture de l'établissement ou du site ou de l'absence d'emploi disponible.
Lorsque le salarié ne demande pas la poursuite de son contrat de travail ou lorsque la réintégration est impossible, le juge octroie au salarié une indemnité à la charge de l'employeur qui ne peut être inférieure aux salaires des douze derniers mois. »
— C. const., Loi de programmation pour la cohésion sociale, 13 janvier 2005
Dans ce cas, depuis la Loi de programmation pour la cohésion sociale du 13 janvier 2005, la nullité se verra sanctionnée par la réintégration sauf si l'établissement ou l'entreprise a fermé. Ce cas n'est toutefois apparemment pas limitatif (« notamment »).
Un arrêt rendu par la chambre sociale le 15 février 2006 est venu préciser les limites de l'obligation de réintégration en cas d'annulation d'un licenciement pour nullité du plan social : 
« Attendu, cependant, qu'après annulation d'un licenciement pour nullité du plan social, aujourd'hui plan de sauvegarde de l'emploi, l'obligation de réintégration résultant de la poursuite alors ordonnée du contrat de travail ne s'étend pas au groupe auquel appartient l'employeur »— .
L'obligation de réintégration ne s'étend donc pas au groupe dans ce cas.

## Sanction de la nullité
Le salarié dont le licenciement a été annulé a droit à réintégration.
Ainsi, selon la chambre sociale de la Cour de cassation en cas de licenciement d’une salariée en état de grossesse, la réintégration de la salariée doit être ordonnée si elle le demande. Par suite, l'employeur ne peut s'y opposer.
La réintégration, proposée par le juge, est un droit pour le salarié, qui reste libre de la refuser. S'il accepte, il doit être réintégré dans son ancien poste, ou, à défaut, dans un poste équivalent.
Lorsque la réintégration n'est pas demandée, ou que la réintégration est impossible (L.122-14-4 C.trav) le salarié a droit à une indemnité, en plus des indemnités de rupture (indemnité licenciement, préavis et congé payés). Cette indemnité due à titre de dommages intérêts ne peut être inférieure à 6 mois de salaire.
Le salarié licencié pour motif économique en l’absence de plan de sauvegarde de l’emploi ou de plan de reclassement (lorsque ceux-ci sont obligatoires) peut demander au juge de constater la nullité de son licenciement. S'il ne demande pas sa réintégration, il peut prétendre à une indemnité qui ne peut être inférieure aux salaires des douze derniers mois (article 1235-11 du code du travail).